# (6186) Zenon
(6186) Zenon es un asteroide perteneciente al cinturón de asteroides, región del sistema solar que se encuentra entre las órbitas de Marte y Júpiter, descubierto el 11 de febrero de 1988 por Eric Walter Elst desde el Observatorio de La Silla, Chile.

## Designación y nombre
Designado provisionalmente como 1988 CC2. Fue nombrado Zenon en homenaje al filósofo y matemático griego Zenón de Elea. Como amigo y alumno de Parménides, continuó con el pensamiento abstracto y analítico de su maestro, tomando las tesis de sus oponentes y refutándolos por reductio ad absurdum. Trató de demostrar que la suposición de la existencia de una pluralidad de cosas en el tiempo y el espacio conllevaba incoherencias más serias. Es especialmente conocido por las paradojas que utilizó para este propósito.

## Características orbitales
Zenon está situado a una distancia media del Sol de 2,379 ua, pudiendo alejarse hasta 2,814 ua y acercarse hasta 1,943 ua. Su excentricidad es 0,183 y la inclinación orbital 4,212 grados. Emplea 1340,42 días en completar una órbita alrededor del Sol.

## Características físicas
La magnitud absoluta de Zenon es 13,7.